# تاريخ تكساس

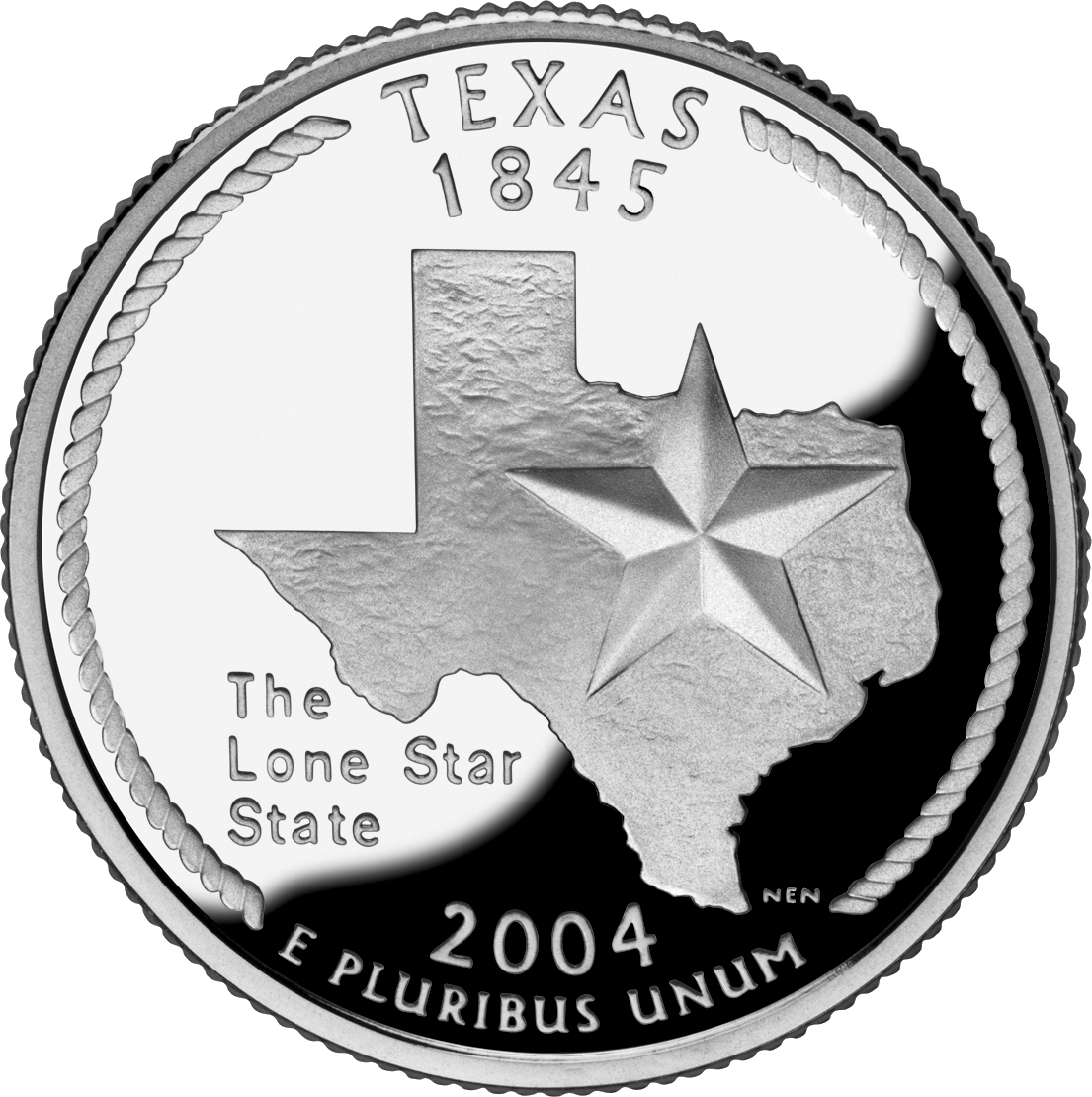
صورة لعملة أمريكية عليها خريطة تكساس

استوطن السكان الأصليون في ما يعرف اليوم بولاية تكساس قبل أكثر من 10,000 عامًا، حسبما يتضح من اكتشاف بقايا سيدة لياندرثال في عصور ما قبل التاريخ. وفي 1519، وصل أول الغازين الإسبان إلى منطقة أمريكا الشمالية المعروفة اليوم باسم تكساس ووجدوا العديد من قبائل الأمريكيين الأصليين في المنطقة. اشتق اسم تكساس من كلمة تايشا، كلمة باللغة الكادوية التي يتحدث بها شعب هاسيناي والتي تعني «الأصدقاء» أو «الحلفاء». وفي التاريخ المسجل لما يعرف اليوم بولاية تكساس الأمريكية، فقد طالبت ست دول بكل الولاية أو أجزاء منها، وهي: فرنسا، وإسبانيا، والمكسيك، وجمهورية تكساس، والكونفدرالية خلال الحرب الأهلية، والولايات المتحدة الأمريكية.
تأسست أول مستوطنة أوروبية عام 1681 على طول نهر ريو غراندي العلوي بالقرب من مدينة إل باسو حاليًا. وضمت المستوطنة المنفيين من الإسبان، وأمريكيين أصليين من قبيلة بويبلو في جزيرة إيسليتا بعد ثورة بويبلو في سانتا في دي نويفو مكسيكو (الجزء الشمالي من مدينة نيو مكسيكو الحالية). وفي 1685، أنشأ روبير دو لا سال (1643 - 1687) مستعمرة فرنسية في حصن سانت لويس بعد الإبحار من فرنسا الجديدة (كندا حاليًا) والبحيرات العظمى إلى أسفل نهر الميسيسيبي. وقد زرع روبيرت دو لا سال الوجود الفرنسي المبكر في حصن سانت لويس قرب خليج ماتاغوردا على امتداد ساحل خليج المكسيك (قرب مدينة إنيز حاليًا في تكساس)، حتى قبل تأسيس نيو أورليانز. انتهت هذه المستعمرة على يد الأمريكيين الأصليين بعد ثلاث سنوات. شعرت السلطات الإسبانية بالضغط لإنشاء مستوطنات وذلك من أجل الحفاظ على حقها في المطالبة بالأراضي. تأسست العديد من البعثات الكاثوليكية الرومانية في شرق تكساس ولكنها هُجرت عام 1691. بعد عشرين عامًا، حاولت السلطات الإسبانية استعمار تكساس مرة أخرى بسبب قلقها من الوجود الفرنسي المستمر في ولاية لويزيانا المجاورة. وعلى مدى المئة والعشر سنوات التالية، أسست إسبانيا العديد من القرى والتحصينات والبعثات في الولاية. وصل عدد قليل من المستوطنين الإسبان بالإضافة إلى المبشرين والجنود. وقعت إسبانيا اتفاقيات مع المستعمرين من الولايات المتحدة لتحديد الولاية باتجاه الشمال الشرقي وذلك تبعًا لما نصت عليه صفقة شراء لويزيانا من الإمبراطور نابليون الأول وإمبراطوريته الفرنسية (فرنسا) عام 1803. وعندما حصلت المكسيك على استقلالها من إسبانيا عام 1821، أصبحت تكساس المكسيكية جزءًا من الدولة الجديدة. ولتشجيع الاستيطان، سمحت السلطات المكسيكية بالهجرة المنظمة من الولايات المتحدة، وبحلول عام 1834، استقر أكثر من 30,000 إنكليزي في تكساس مقابل 7,800 مكسيكي.
بعد حل الرئيس المكسيكي سانتا آنا لدستور 1824، وتحوله سياسيًا نحو الحزب اليميني، بدأت بعض المشاكل بالظهور، مثل صعوبة الوصول إلى المحاكم، وعسكرة حكومة المنطقة (كالاستجابة على مشكلة سالتيو- مونكلوفا مثلًا)، وقضايا الدفاع عن النفس التي أدت إلى معركة غونزاليس، فاتجهت المشاعر العامة عند المكسيكيين والإنجليز التكساس إلى الثورة. وأدى غزو سانتا آنا للأراضي بعد إخماد تمرد زاكاتيكاس إلى إشعال فتيل الصراع عام 1836. وبين عامي 1835 و1836 حاربت قوات التكساس وانتصرت في ثورة تكساس.
أعلنت ولاية تكساس نفسها دولة مستقلة اسمها جمهورية تكساس، على الرغم من عدم اعتراف المكسيك بها. وقد جذبت أراضيها الخصبة المناسبة لزراعة القطن وتربية المواشي عشرات الآلاف من المهاجرين من الولايات المتحدة ومن ألمانيا أيضًا. وفي 1845، انضمت تكساس إلى الولايات المتحدة، لتصبح بذلك الولاية الثامنة والعشرين. لم تعترف المكسيك باستقلال تكساس إلا بعد انتهاء الحرب المكسيكية الأمريكية وتوقيع معاهدة غوادالوبي هيدالغو عام 1848. وفي 1861، أعلنت تكساس انفصالها عن الولايات المتحدة الأمريكية لكي تنضم إلى الولايات الكونفيدرالية الأمريكية. وخلال الحرب الأهلية الأمريكية لم تشهد أرض تكساس الكثير من المعارك؛ خدمت معظم أفواج تكساس في الشرق. وعندما انتهت الحرب، حُرر الأفارقة الأمريكيون المستعبدون بعد إقرار بيان تحرير العبيد. وخضعت تكساس لإعادة الإعمار بعد انتهاء الحرب الأهلية. وفي وقت لاحق، هيمن الديمقراطيون البيض على السياسة، وفي أواخر القرن التاسع عشر أقروا بعض القوانين التي جعلت من السود مواطنين من الدرجة الثانية في ما سُمي بنظام جيم كرو للفصل العنصري الذي تضمن حرمان السود من التصويت عام 1901 من خلال تمرير ضريبة الاقتراع. واستُبعد السكان السود من النظام السياسي الرسمي حتى بعد إقرار تشريع الحقوق المدنية الفيدرالية في منتصف ستينيات القرن العشرين.
في بدايات ولاية تكساس، سيطرت أمور مثل القطن وتربية الماشية والزراعة على الاقتصاد بالإضافة إلى بناء السكك الحديدية. وبعد عام 1870، كانت السكك الحديدية عاملًا رئيسيًا في تطور المدن الجديدة البعيدة عن الأنهار والمجاري المائية. وفي نهاية القرن التاسع عشر، أصبح تصنيع الخشب من الصناعات المهمة في تكساس أيضًا. وفي 1901، اكتُشف النفط في تل سبيندلتوب بالقرب من بومونت، وغدا البئر الأكثر إنتاجًا للنفط في العالم. عرفت الفترة التي تلت هذا الاكتشاف باسم «طفرة النفط في تكساس»، إذ شهدت تكساس موجة من المضاربات والاكتشافات النفطية أدت إلى تحول وثراء دائمين في اقتصاد تكساس. أفسحت الزراعة وتربية الماشية المجال أمام مجتمع خدمي بعد سنوات الطفرة الاقتصادية خلال الحرب العالمية الثانية. وقد انتهى الفصل العنصري في ستينيات القرن العشرين بسبب التشريعات الفيدرالية. أما سياسيًا، فقد تحولت تكساس من ولاية ديمقراطية يحكمها فعليًّا حزب واحد يمارس سياسات الحرمان من الحقوق، إلى مشهد سياسي يسوده النزاع، حتى مطلع سبعينيات القرن العشرين، حين تحولت إلى ولاية جمهورية بالإجماع. استمر عدد سكان تكساس بالنمو المتسارع خلال القرن العشرين لتصبح بحلول 1994 ثاني أكبر ولاية من حيث عدد السكان في الولايات المتحدة الأمريكية. تمتعت تكساس بتنوع اقتصادي كبير في القرن العشرين بالإضافة إلى قاعدة اقتصادية نامية في مجال التكنولوجيات الناشئة في القرن الحادي والعشرين.

## تاريخ السكان الأصليين قبل الاتصال البشري
تعتبر تكساس صلة الوصل بين العديد من المناطق الثقافية الرئيسية في أمريكا الشمالية ما قبل كولومبيا: الجنوب الغربي، والسهول الغربية، والغابات الجنوبية الغربية وأريدوأمريكا. وقد عُرفت عدة مجموعات رئيسية قبل الاتصال تربطها صلات بتكساس عن طريق تاريخ السكان الأصليين الشفهي واللغويات والآثار، وتضمنت:
- شعب بويبلو الأسلاف من منطقة ريو غراندي العليا، متمركزين غرب تكساس.
- بناة التلال من حضارة المسيسيبي التي انتشرت في وادي نهر المسيسيبي وروافده؛ تعتبر أمة الكادو من أحفاد هذه الحضارة.
- الشعوب الأصلية لأريدوأمريكا باعتبار جنوب وشرق تكساس جزء من أريدوأمريكا.[8] كان لبعض هذه القبائل روابط تجارية وثقافية مع ميسوأمريكا في المكسيك ذات الكثافة السكانية العالية، ومع أمريكا الوسطى. بلغ تأثير التيوتيوهواكان أوجه نحو 500 بعد الميلاد وبدأ يتراجع تدريجيًا من القرن الثامن وحتى القرن العاشر.

قد يكون لهنود الباليو الذين استوطنوا تكساس بين عامي 9200 و6000 قبل الميلاد صلات بحضارات كلوفيس وفولسوم؛ اصطاد هؤلاء القوم الرُّحل حيوانات الماموث والبايسون الأقرن باستخدام رمح الأتلاتل. واستخرجوا صوان اليبيتس المستخدم لصناعة هذه الرماح من المقالع الموجودة في منطقة بانهاندل.
بدءًا من الألفية الرابعة قبل الميلاد، بدأ عدد سكان تكساس بالازدياد على الرغم من التغير المناخي وانقراض الثدييات العملاقة. ويمكن رؤية العديد من الرموز الصورية التي تعود إلى هذا العصر مرسومة على جدران الكهوف أو الصخور في أنحاء تكساس، بما في ذلك خزانات هويكو ووادي سيمينول.
بدأ الأمريكيون الأصليون في شرق تكساس بالاستيطان في القرى بعد فترة وجيزة من مطلع عام 500 قبل الميلاد، منشغلين بالزراعة وبناء مدافنهم الأولى على التلال. وقد تأثروا بثقافة المسيسيبي التي توزعت في عدة أماكن رئيسية حول حوض المسيسيبي. تأثر سكان منطقة ترانس بيكوس بحضارة موغولون.
يعود تاريخ السيراميك إلى نحو عام 500 قبل الميلاد. ففي شرق تكساس، ازدهرت تقاليد تشيفونكت في السيراميك من نحو 500 وحتى 100 قبل الميلاد. وفي نحو القرن الثامن، اعتمد الصيادون المحليون على الأقواس والسهام بديلًا لرمح الأتلاتل الذي كان يصل إلى مسافات بعيدة لكنه كان أقل دقة. اصطاد السكان الأصليون البايسون من أجل الطعام واللباس والمأوى والكثير من الأمور الأخرى، واستوردوا السبج من موردين في المكسيك وفي جبال الروكي.
بعد دخول المستكشفين الإسبان إلى المنطقة، انقسمت تكساس بشكل كبير إلى ست مجموعات ثقافية. احتلت الشعوب الناطقة باللغة الكادوية كامل المنطقة المحيطة بالنهر الأحمر، وشكلوا في وقت الاتصال الأوروبي أربع اتحادات جماعية هي: ويتشيتا، وناتشيتوشيس، وهاسيناي، وكادوهادوتشو. استوطنت قبائل أتاكابا على طول ساحل الخليج. وفي جنوب أتاكابا، في المنطقة الواقعة على طول ساحل الخليج وصولًا إلى نهر ريو غراندي، استوطنت قبيلة كواهويلتكية واحدة على الأقل (مجموعة ثقافية أصلها من شمال شرق المكسيك). احتلت شعوب بويبلو جزءًا كبيرًا من المنطقة الواقعة بين نهري ريو غراندي وبيكو وكانت جزءًا واسعًا من مجموعة من القبائل التي كانت تعيش في ما يُعرف اليوم بولايات تكساس، ونيو مكسيكو، وكولورادو، ويوتاه. وفيما واجهت جماعات شعب بويبلو الأسلاف المستوطنة في أقصى الشمال انهيارًا ثقافيًا بسبب الجفاف، فإن العديد من قبائل بويبلو الجنوبية بقيت حتى اليوم. وفي شمال منطقة قبائل بويبلو، استقرت شعوب الأباتشي التي شملت قبائل عديدة ذات لغات مختلفة.
بحلول القرن السابع عشر، استقر شعب الكومانشي في منطقة بانهاندل في تكساس، ووسعوا رقعة أراضيهم لاحقًا.
حدد الأمريكيون الأصليون مصير المستكشفين والمستوطنين الأوروبيين وذلك حسب القبيلة التي قدموا إليها، فإما أن تكون قبيلة مسالمة أو قبيلة محاربة. إذ كانت القبائل الودودة تعلم القادمين الجدد كيفية زراعة المحاصيل الزراعية، وإعداد الأطعمة وطرق صيد الطرائد. أما القبائل المحاربة فقد جعلت الحياة صعبة وخطيرة على المستكشفين والمستوطنين بسبب هجماتهم ومقاومتهم للغزو الأوروبي. توفي العديد من الأمريكيين الأصليين بسبب أمراض جديدة ومعدية جلبها معهم المستوطنون وتسببت في معدلات عالية للوفيات وعطلت تطور ثقافاتهم في السنوات الأولى للاستعمار.